# Ökologisches Bauen

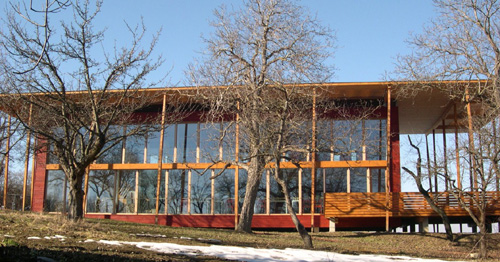
Beispielhaft für ökologisches Bauen: Passivhaus in Strohballenbauweise mit Lehmputz und Holzfassade

Ökologisches Bauen, international auch als grünes Bauen (engl.: green building) bezeichnet, ist die umfassende Lehre der Wechselbeziehungen zwischen dem Menschen, seiner gebauten Umwelt und den Ökosystemen, mit dem Anspruch, künftigen Generationen eine lebenswerte und intakte Umwelt zu hinterlassen.

## Geschichte in Deutschland
Eines der ersten ökologischen Wohnhäuser ist das 1975–1976 vom Architekten Heiko Folkerts entwickelte und gebaute Haus Folkerts in Bernried am Starnberger See.
In den letzten Jahren wuchs auch die internationale Bekanntheit des ökologischen Bauens, auch durch die Gründung der DGNB im Jahr 2007 und die zunehmende Verbreitung des Begriffs nachhaltiges Bauen, einer ökonomisch und ökologisch differenzierten Form des ökologischen Bauens.

## Charakteristik

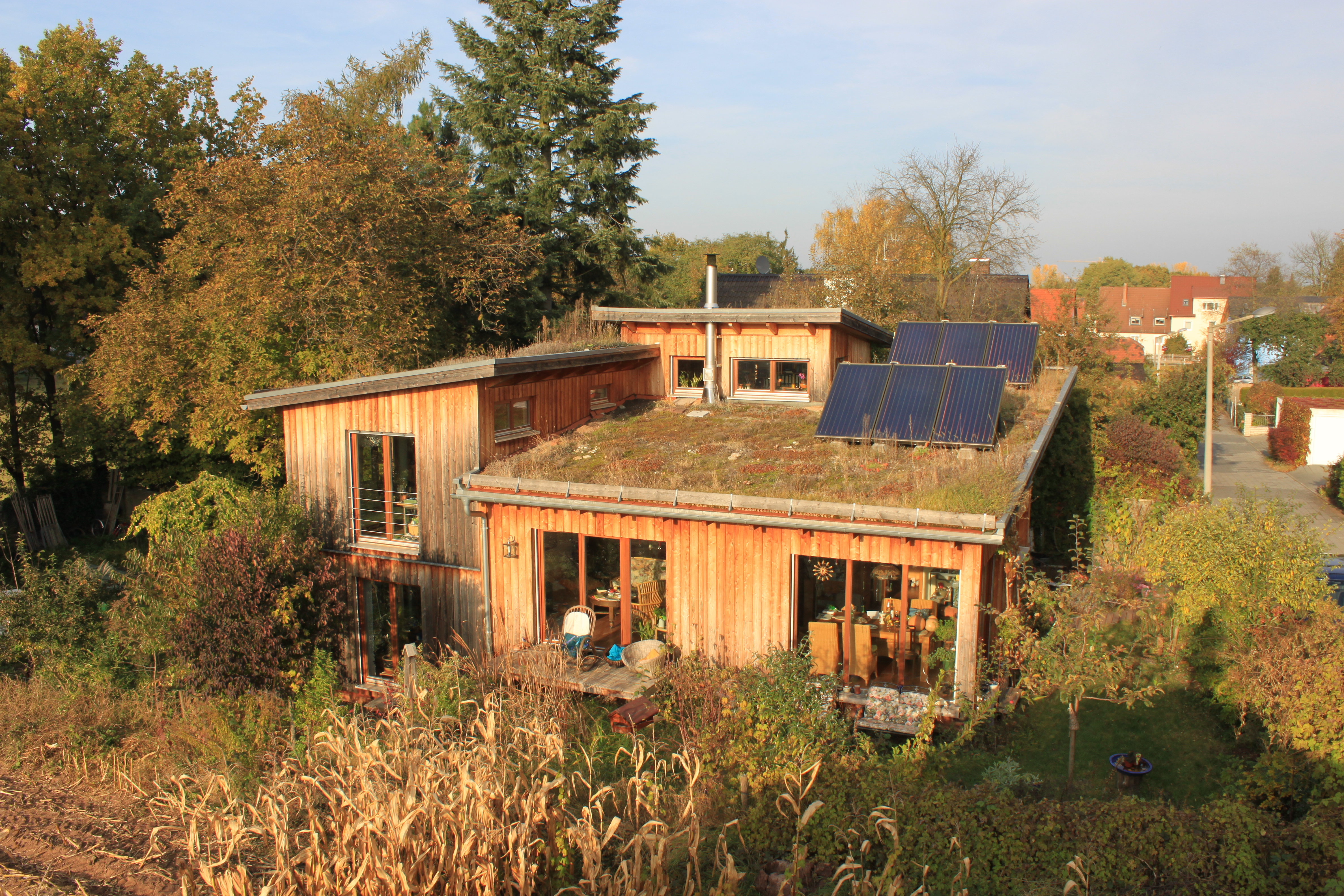
Holzhaus mit Gründach, Außenwand aus unbehandeltem Lärchenholz in Ständerbauweise. Wärmedämmung aus eingeblasenen Hobelspänen, Innenwände aus Lehmputz auf Schilfrohrplatten (Innenanstrich Kaseinfarbe), Böden aus Lärchen- und Birnbaumholz. Heizung und Warmwasser durch Grundofen und Sonnenkollektoren.

Das Gebäude soll sich in den natürlichen Stoffkreislauf eingliedern. Hier muss vor allem die Entsorgung eines nicht mehr benötigten Bauwerkes bedacht werden. Aber auch während des Betriebs muss es ressourcenschonend sein. Als wesentlich werden folgende Punkte erachtet:
- Ökologische Standortfindung (Infrastruktur, Verkehrserschließung, Landschaftsschutz)
- Verwendung von Baustoffen, deren Rohstoffgewinnung/Nutzung umweltverträglich ist und die einfach entsorgt werden können, idealerweise biologisch abbaubar sind und nach Möglichkeit ohne großen Energie- und Transportaufwand hergestellt wurden (Beschaffung regionaler Baustoffe)
- Vermeidung bedenklicher oder toxischer Stoffe
- Klein gehaltene Gesamtaußenfläche des Gebäudes im Verhältnis zum Gebäudevolumen
- Geringer Energieverbrauch während des Betriebes des Gebäudes
  - durch optimierte Nutzung der Sonnenenergie (Solararchitektur)
  - durch effiziente Wärmedämmung
  - durch einen Abgleich aus Bauphysik und Technischer Gebäudeausrüstung
  - durch den Einsatz effizienter Anlagentechnik
  - und durch die Deckung des Restenergiebedarfs durch erneuerbare Ressourcen wie Solarthermie, Photovoltaik und/oder Biogene Brennstoffe
- Klein gehaltene versiegelte (bebaute) Fläche und/oder Bauwerksbegrünung
- Nachhaltige Entwässerungstechnik, evtl. durch Trennung von Trink- und Brauchwasser, das zum Waschen oder Blumengießen verwendet wird (siehe auch Zisterne)
- Pflanzenkläranlagen und Naturschwimmbäder

Neben Wohngebäuden gibt es mittlerweile auch zahlreiche Beispiele für ökologische Büro- und Gewerbebauten. Darüber hinaus werden ökologische und nachhaltige Prinzipien auch im Siedlungsbau und in der Stadtplanung angewandt.

## Konkrete Merkmale
Wenn man ökologisch bauen will, wird man letztlich jedes einzelne Produkt, das man beim Bauen verwendet, kritisch auf seine ökologischen Eigenschaften prüfen.
Um als Bauherr nicht grenzenlos überfordert zu werden, empfiehlt es sich, das Ziel ökologisches Bauen gemeinsam mit dem Architekten oder dem Ingenieur zu verwirklichen.

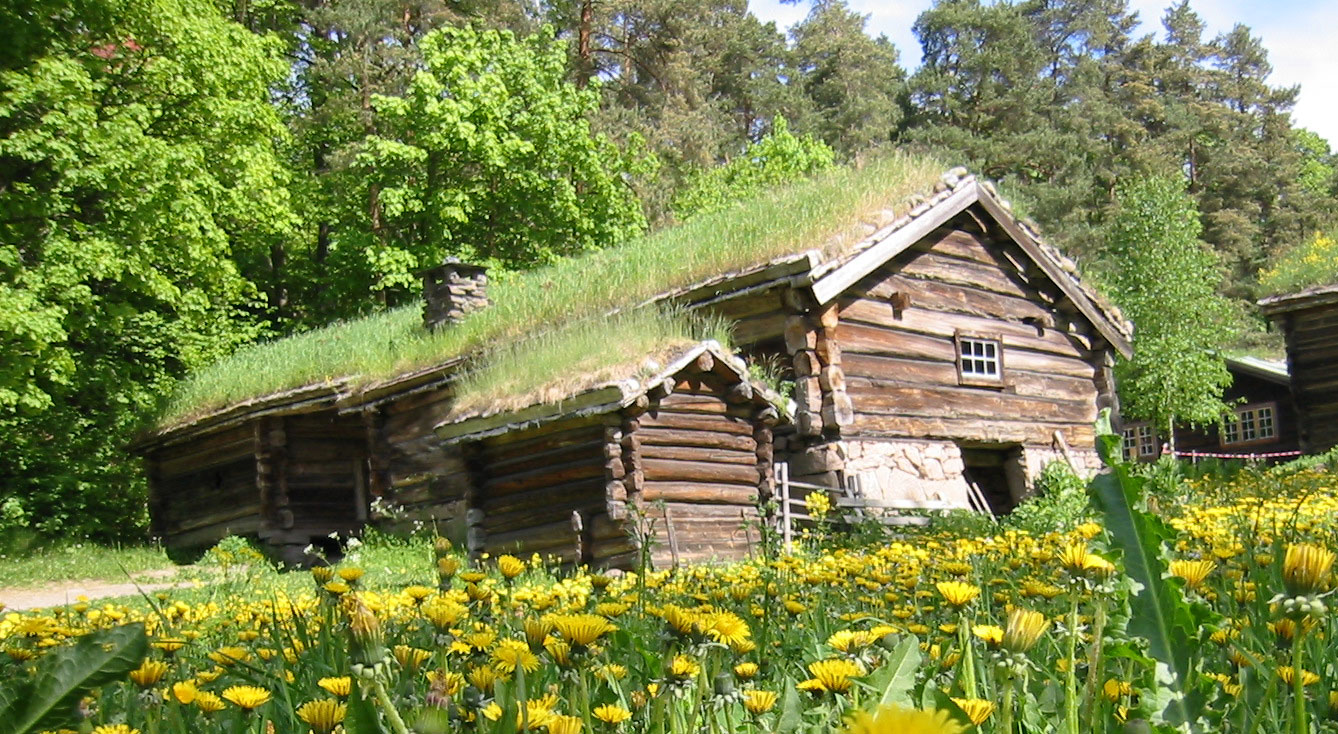
Dachbegrünung – für viele der Inbegriff von ökologischem Bauen

Beispiele für wichtige Entscheidungen beim ökologischen Bauen sind:
- Gewinnung von Strom durch Solartechnik auf dem Dach
- Naturbaustoffe (Lehm, Ziegel, Natursteine aus der Umgebung, Holz, Strohballen, Pflanzen z. B. zur Dachbegrünung)
- natürliche Dämmstoffe aus nachwachsenden Rohstoffen (zum Beispiel Holzfaserdämmplatte, Flachsfaser, Hanffaser, Schafwolle, Stroh) oder Recyclingmaterial (z. B. Cellulose aus Altpapier)
- Anbringen einer sehr guten Wärmedämmung
- Naturfarben, Klebstoffe und Lacke auf Pflanzenbasis ohne Lösungsmittel und mit geringem Anteil flüchtiger organischer Verbindungen
- mehrfachisolierte Fenster aus lokalen Hölzern statt Kunststoff
- möglichst umfassende Nutzung des Tageslichts für die Beleuchtung des Gebäudes (wo keine Fenster möglich sind, kann es mit Lichtleitsystemen – das heißt einem System aus Röhren und Spiegeln – an den Bestimmungsort geleitet werden)
- natürliche Bodenbeläge (z. B. Kork, Massivholzdielen und Holzparkett aus regional gewachsenem Holz, Linoleum)
- Warmwassererzeugung mittels thermischer Solaranlage bei Bedarf ergänzt durch alternative Heizsysteme (z. B. Geothermie, Pelletheizung)
- Warmwasseranschluss für die Waschmaschine
- Nutzung des so genannten Grauwassers (Abwasser aus Badewanne, Dusche und Waschmaschine) für die Toilettenspülung, Nutzung des Regenwassers nach Grobfilterung zum Waschen der Wäsche. Dies bedeutet konkret ein Zweikammersystem (Grauwasser und Regenwasser werden separat aufgefangen). Das Regenwasser muss auch gefiltert werden oder man leitet das erste Regenwasser nach langer Trockenheit ab und nutzt das Regenwasser erst dann, wenn das Dach schon reingewaschen ist (nach längerem Regen)
- wenn die örtlichen Gegebenheiten dies Erlauben: Bau einer Pflanzenkläranlage, Nutzung der anfallenden Biomasse als Dünger im eigenen Garten, eine Alternative wäre der Bau einer solchen (Klein)-Kläranlage gemeinsam mit mehreren Nachbarn
- beim Bau von Mehrfamilienhäusern besonders wichtig: Schaffung von Möglichkeiten zur Mülltrennung, überdachte Fahrradstellplätze